# Danmarks runeindskrifter 66
DR 66 är en vikingatida ( efter-jelling) runsten av granit i Moesgård Museum, Århus kommun. Stenen hittades år 1850 som ett hörnsten under en nedbränd vattenkvarn i Århus.

## Inskriften
Translitterering av runraden:
§A ¤ kunulfʀ ¤ auk ¤ augutr ¤ auk ¤ aslakʀ ¤ auk ¤ rulfʀ ¤ risþu 
§B ¤ stin ¤ þansi ¤ eftiʀ × ful ¤ fela(k)a ¤ sin ¤ ¶ ¤ iaʀ ¤ uarþ (¤) ...y-- × tuþr ¤ 
§C þo ¤ kunukaʀ × ¶ barþusk ¤
Normalisering till rundanska:
§A Gunulfʀ ok Øgotr/Øþgotr ok Aslakʀ ok ʀolfʀ resþu 
§B sten þænsi æftiʀ Ful/Full/Fyl, felaga sin, æʀ warþ ... døþr, 
§C þa kunungaʀ barþusk.
Andra stenar, som använder ordet felaga är Sö 292, Vg 112, Vg 122, Vg 146, Vg 182, U 391, U 954, DR 1, DR 68, DR 125, DR 127, DR 262, DR 270, DR 279, DR 316, DR 318, DR 321, DR 329, DR 330, DR 339, N 648, X UaFv1914; 47. Stenen, tillsammans med Vg 40, kan handla om slaget vid Svolder kring år 1000 eller slaget vid Helgå 1025.